# 红烧牛肉
红烧牛肉是一道常见的家常菜菜名，主料是牛肉。这道菜味道香浓，而且营养丰富，主要是因为牛肉对人体有益，可以补气、健脾胃，促进人体肌肉的生长。根据配料的不同，红烧牛肉也有很多种，如馬鈴薯烧牛肉、胡萝卜烧牛肉等。